# Tipo 052D
El destructor Tipo 052D (denominación OTAN/OSD Luyang III) es una clase de destructores de misiles guiados de la Armada del Ejército Popular de Liberación de China. El Tipo 052D es una variante más grande del Tipo 052C; el Tipo 052D utiliza un sistema de lanzamiento vertical (VLS) tipo bote, en lugar de tipo revólver, y tiene un radar fijo de barrido electrónico activo (AESA) de panel plano. El nuevo VLS no se limita a misiles tierra-aire, lo que convierte al Tipo 052D en el primer destructor multifunción dedicado de China.

## Características

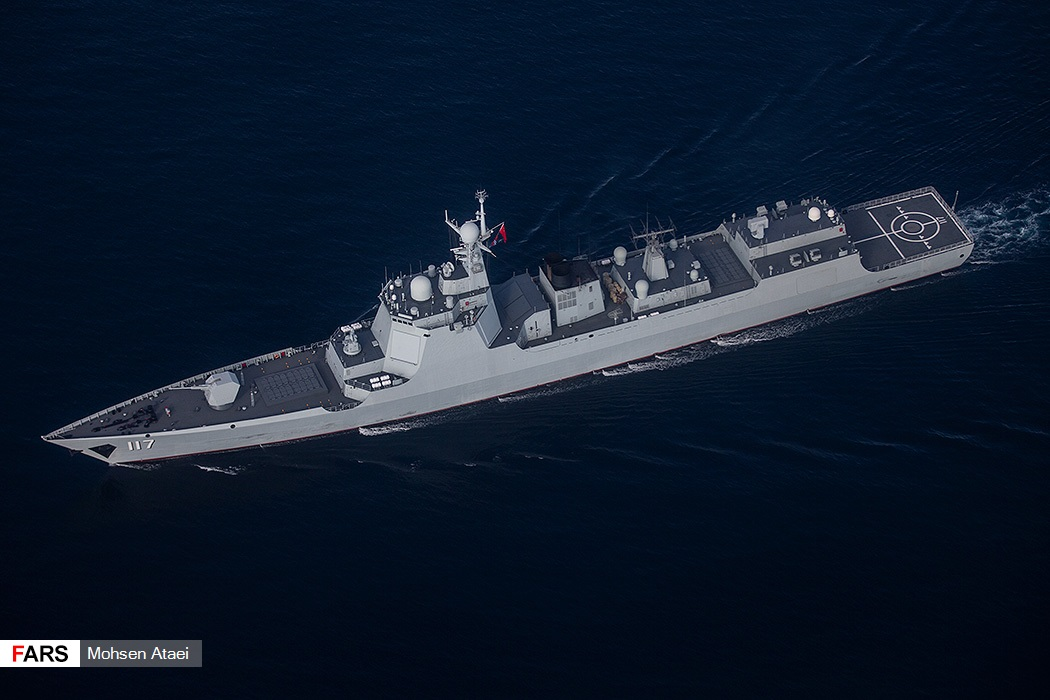
Vista aérea del Xining (DDG-117), año 2019.

Los Tipo 052D están equipados con el sistema de radar activo de barrido electrónico (AESA) de cuatro paneles Tipo 346A "Star of the Sea" (en español: "Estrella del Mar", denominación según la OTAN: "Dragon Eye", "Ojo de Dragón"). Los medios de comunicación chinos llaman informalmente al Tipo 052D el Aegis chino, presentándolo como los buques contemporáneos de la Armada de los Estados Unidos equipados con el Sistema de combate Aegis. El aspecto estético del Tipo 052D, con radar de panel plano y VLS basado en celdas, ha fomentado este uso informal.

### Variante estirada
Una variante alargada, denominada común y extraoficialmente Tipo 052DL, tiene una cabina de vuelo extendida cuatro metros (13 pies 1 pulgada), y un "radar anti-sigilo". La cubierta de vuelo ampliada probablemente esté destinada al helicóptero Harbin Z-20.
La variante estaba en producción en 2018.

## Buques de la serie
| Número               | Nombre             | Homónimo                                   | Astillero                            | Botado              | Alta                    | Flota                   | Estado    |
| Tipo 052D            | Tipo 052D          | Tipo 052D                                  | Tipo 052D                            | Tipo 052D           | Tipo 052D               | Tipo 052D               | Tipo 052D |
| -------------------- | ------------------ | ------------------------------------------ | ------------------------------------ | ------------------- | ----------------------- | ----------------------- | --------- |
| 172                  | 昆明 / Kunming     | Capital provincial de Yunnan, Kunming      | Jiangnan Shipyard (Group) Co., Ltd.  |                     | 21 de marzo de 2014     | Flota del Mar del Sur   | Activo    |
| 173                  | 长沙 / Changsha    | Capital provincial de Hunan, Changsha      | Jiangnan Shipyard (Group) Co., Ltd.  |                     | 12 de agosto de 2015    | Flota del Mar del Sur   | Activo    |
| 174                  | 合肥 / Hefei       | Capital provincial de Anhui, Hefei         |                                      |                     | 12 de diciembre de 2015 | Flota del Mar del Sur   | Activo    |
| 175                  | 银川 / Yinchuan    | Capital regional de Ningxia, Yinchuan      |                                      |                     | 12 de julio de 2016     | Flota del Mar del Sur   | Activo    |
| 117                  | 西宁 / Xining      | Capital provincial de Qinghai, Xining      |                                      |                     | 22 de enero de 2017     | Flota del Mar del Norte | Activo    |
| 154                  | 厦门 / Xiamen      | Ciudad de Xiamen                           |                                      |                     | 10 de junio de 2017     | Flota del Mar del Este  | Activo    |
| 118                  | 乌鲁木齐 / Ürümqi  | Capital regional de Xinjiang, Ürümqi       |                                      |                     |                         |                         | Activo    |
| 119                  | 贵阳 / Guiyang     | Capital provincial de Guizhou, Guiyang     | Dalian Shipbuilding Industry Company | November 2015       | 22 de febrero de 2019   | Flota del Mar del Norte | Activo    |
| 155                  | 南京 / Nanjing     | Capital provincial de Jiangsu, Nanjing     |                                      | 2015                | 2017                    |                         | Activo    |
| 161                  | 呼和浩特 / Hohhot  | Capital regional de Inner Mongolia, Hohhot |                                      |                     | 12 de enero de 2019     |                         | Activo    |
| 131                  | 太原 / Taiyuan     | Capital provincial de Shanxi, Taiyuan      |                                      |                     |                         |                         | Activo    |
| 120                  | 成都 / Chengdu     | Capital provincial de Sichuan, Chengdu     |                                      |                     | Noviembre de 2019       | Flota del Mar del Norte | Activo    |
| 121                  | 齐齐哈尔 / Qiqihar | Ciudad de Qiqihar                          | Dalian Shipbuilding Industry Company | 26 de junio de 2017 |                         | Flota del Mar del Norte | Activo    |
| Tipo 052D (estirado) |                    |                                            |                                      |                     |                         |                         |           |
| 156                  | 淄博 / Zibo        | Ciudad de Zibo                             | Jiangnan Shipyard (Group) Co., Ltd.  | Julio de 2018       | 14 de enero de 2020     | Flota del Mar del Este  | Activo    |
| 122                  | 唐山 / Tangshan    | Ciudad de Tangshan                         |                                      |                     | 14 de agosto de 2020    | Flota del Mar del Norte | Activo    |
| 132                  | 苏州 / Suzhou      | Ciudad de Suzhou                           |                                      |                     | 2021                    | Flota del Mar del Este  | Activo    |
| 123                  | 淮南 / Huainan     | Ciudad de Huainan                          |                                      |                     | 2021                    | Flota del Mar del Norte | Activo    |
| 162                  | 南宁 / Nanning     | Capital provincial de Guangxi, Nanning     |                                      |                     | Abril de 2021           | Flota del Mar del Sur   | Activo    |
| 165                  | 湛江 / Zhanjiang   | Ciudad de Zhanjiang                        |                                      |                     | Marzo de 2022           |                         | Activo    |
| 163                  | 焦作 / Jiaozuo     | Ciudad de Jiaozuo                          |                                      |                     | Marzo de 2022           |                         | Activo    |
| 133                  | 包头 / Baotou      | Ciudad de Baotou                           |                                      |                     | Mayo de 2022            |                         | Activo    |
| 164                  | 桂林 / Guilin      | Ciudad de Guilin                           |                                      |                     |                         |                         | Activo    |
| 134                  | 绍兴 / Shaoxing    | Ciudad de Shaoxing, Zhejiang               |                                      |                     |                         |                         | Activo    |
| 163                  | 焦作 / Jiaozuo     | Ciudad de Jiaozuo                          |                                      |                     |                         |                         | Activo    |
| 157                  | 丽水 / Lishui      | Ciudad de Lishui                           |                                      |                     |                         |                         | Activo    |

## Galería

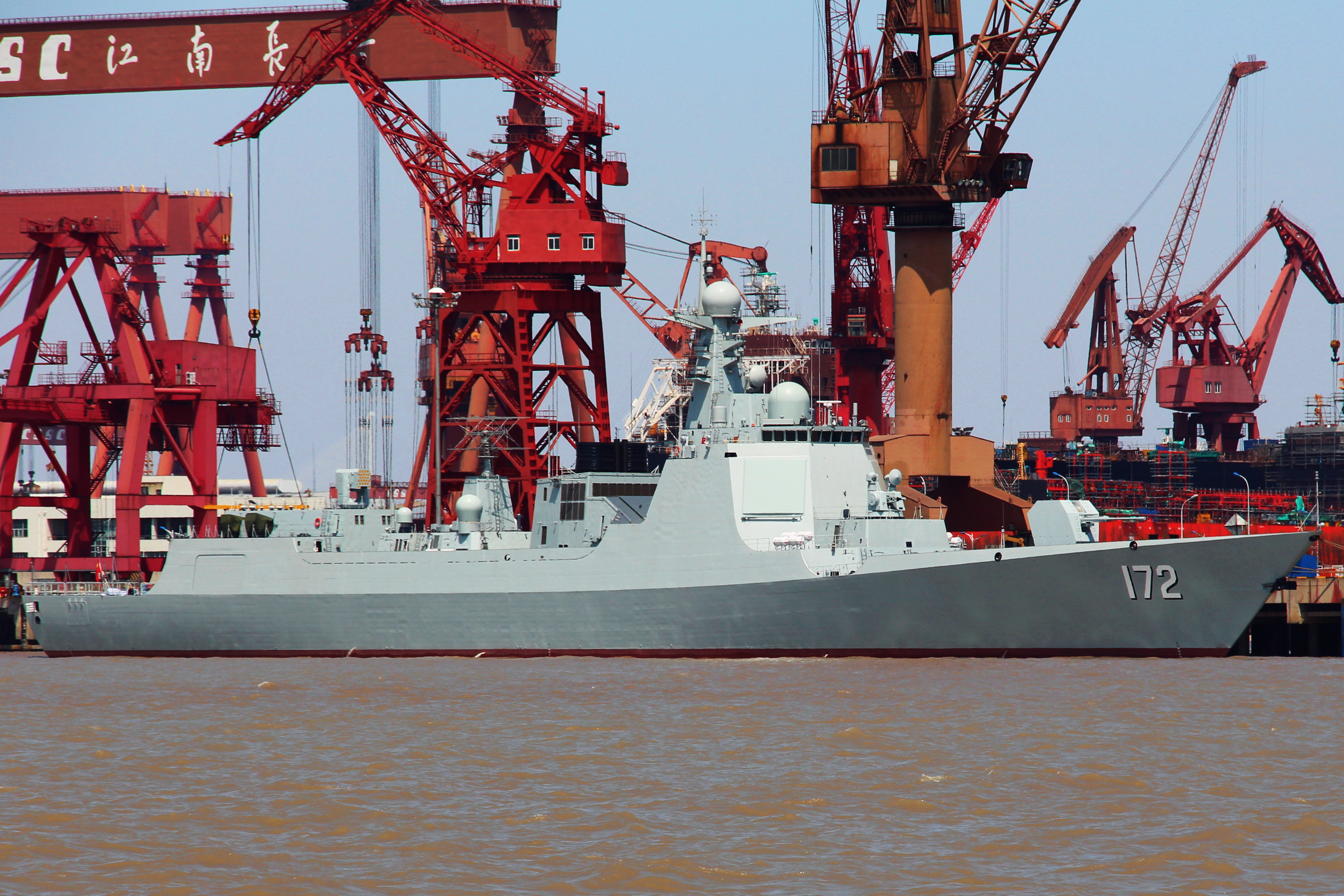
Kunming (172) en la isla de Changxing
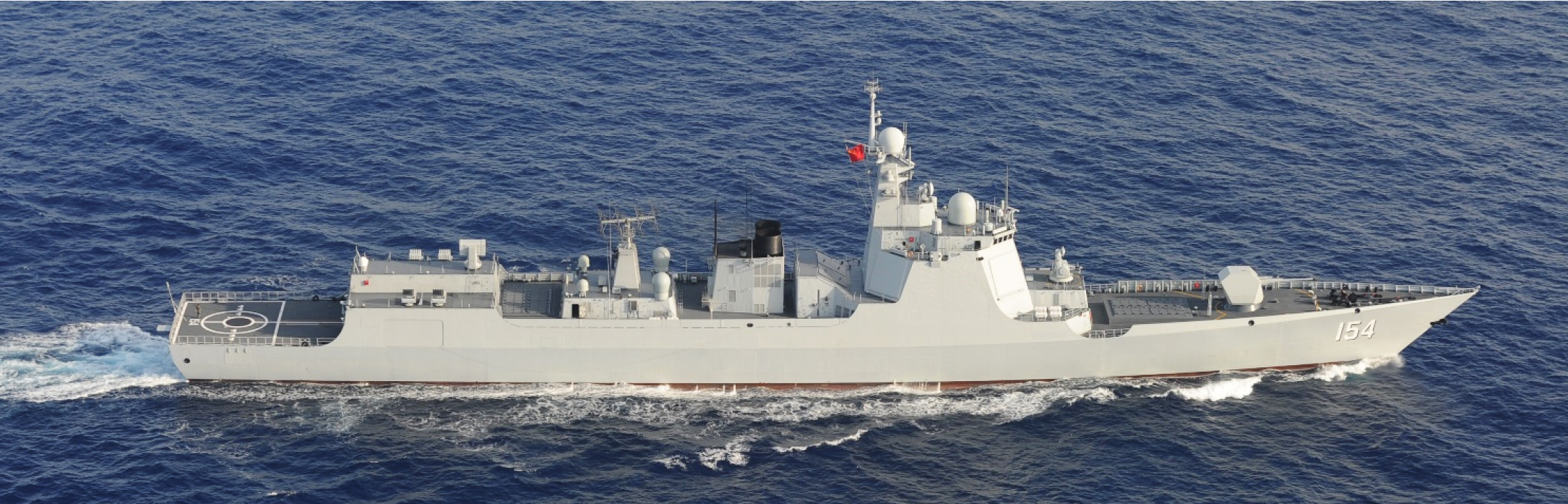
Xiamen (154) el 20 de abril de 2018
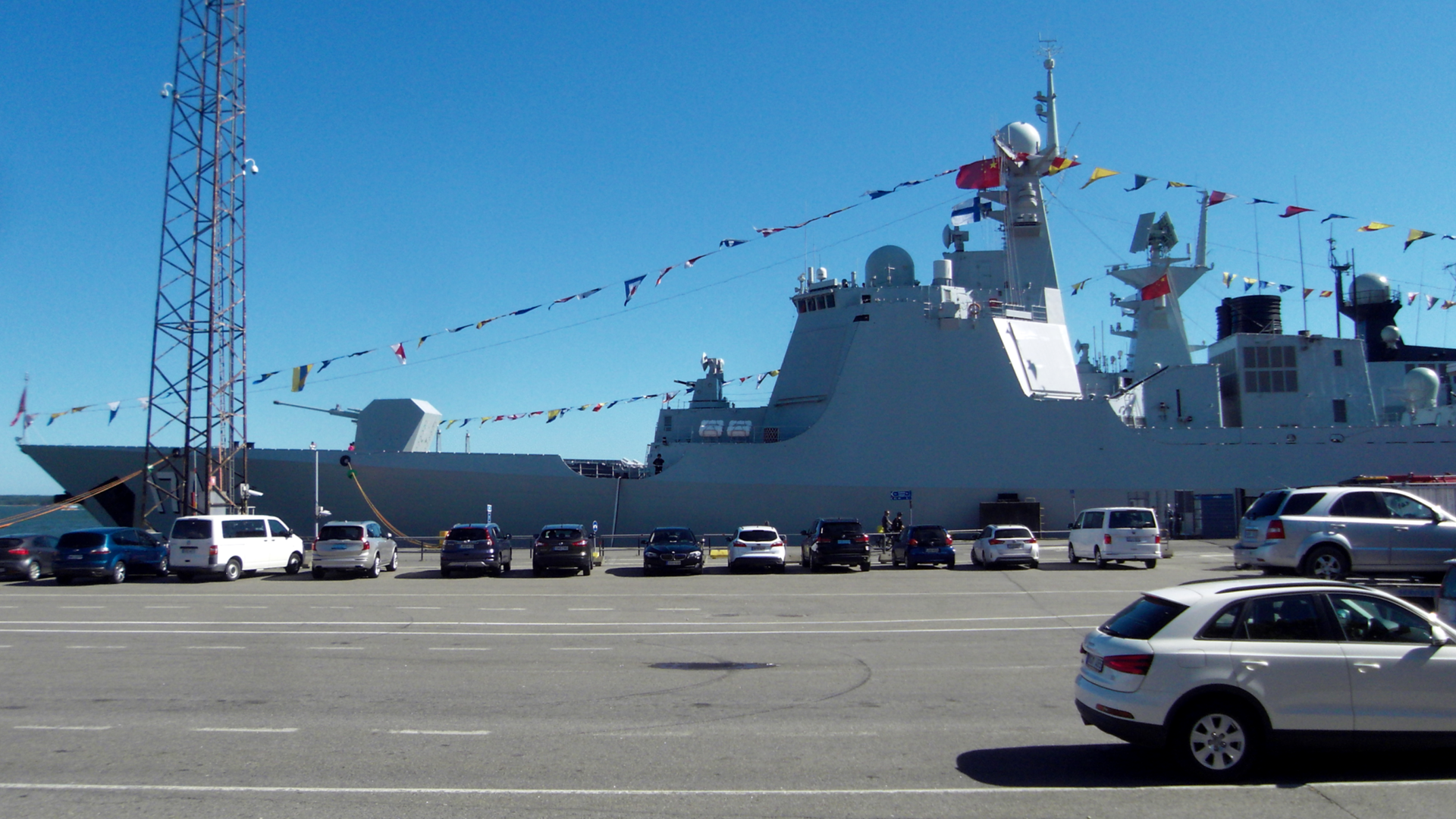
Hefei (174) durante una visita a Helsinki en 2017
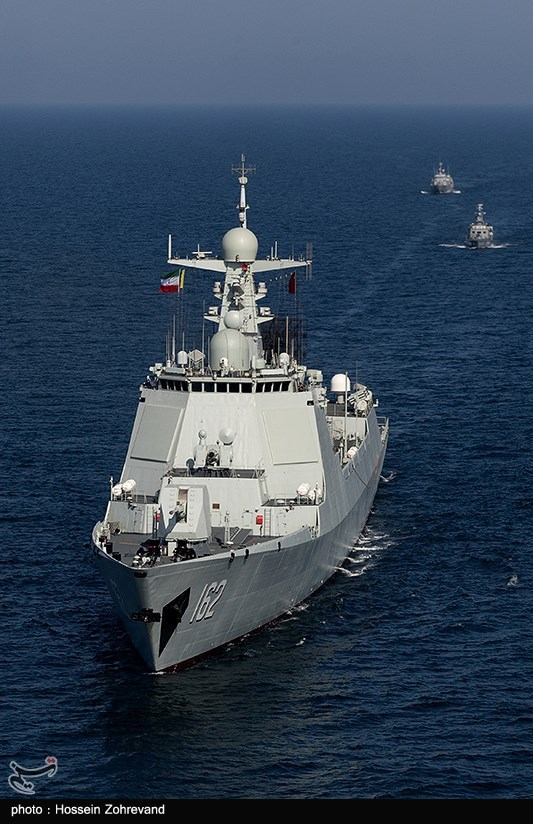
Nanning (DDG-162) en 2023
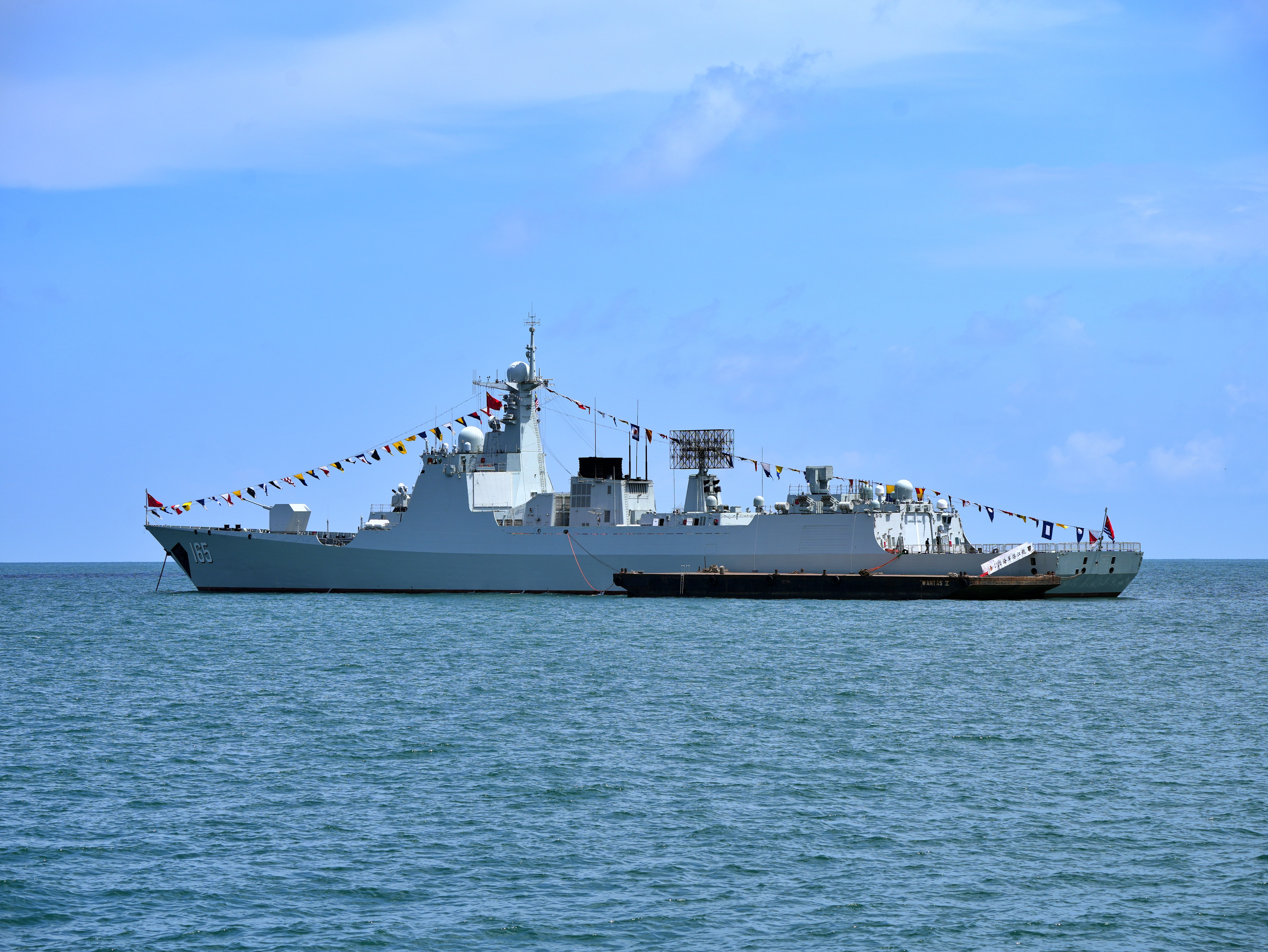
Zhanjiang (165) durante una visita a Langkawi, Malasia en 2023